# Trastorn de la marxa
Els trastorns de la marxa es denominen nominalment qualsevol variació de la marxa humana estàndard, que normalment es manifesta com un mecanisme d'afrontament en resposta a un deteriorament anatòmic o funcional. Generalment els passos són més lents, sovint més curts i augment de la base.
Els amputats dels membres inferiors no són capaços de mantenir els patrons de la marxa característics d'un individu amb capacitat a causa de l'eliminació d'alguna porció de l'extremitat. Sense l'estructura anatòmica i el control neuromecànic del segment de cama eliminada, els amputats han d'utilitzar estratègies compensatòries alternatives per caminar de manera eficient. Les extremitats protètiques proporcionen suport a l'usuari, i els models més avançats intenten imitar la funció de l'anatomia que falta, incloses les articulacions del turmell i el genoll controlades biomecànicament. No obstant això, els amputats encara mostren diferències quantificables en la marxa en comparació amb individus amb capacitat.
L'anomalia de la marxa també és freqüent en persones amb problemes del sistema nerviós com la neuropatia perifèrica, la síndrome de la cua de cavall, l'esclerosi múltiple, la malaltia de Parkinson, la malaltia d'Alzheimer, la miastènia greu, la hidrocefàlia normotensiva i la malaltia de Charcot-Marie-Tooth. La investigació ha demostrat que les anomalies de la marxa neurològica s'associen a un major risc de caigudes en adults majors.